# Lourens (Fluss)
Der Lourens ist ein etwa 23 km langer Fluss, der durch Somerset West, Südafrika fließt.
Er entspringt in den Bergen der Hottentots Hollands (Provinz Westkap) und mündet auf Höhe von Strand in den False Bay. Der Oberlauf des Flusses ist Bestandteil des ungestörten und geschützten Lourens River Protected Natural Environment nebst der Dick Dent Bird Sanctuary und befindet sich in Privatbesitz. Der untere Teil des Flusses ist geprägt von Fynbos-Vegetation sowie gebietsfremden Pflanzenarten. Aufgrund daneben sich entwickelnder Verstädterung ist dieser Naturraum durch Verschmutzung und Unkräuter, wie Kikuyu-Gräser (Pennisetum clandestinum) oder Black Wattle-Bäume bedroht. Das Einzugsgebiet misst etwa 128 km² und schließt dabei die südöstlichen Hänge des Heldersberges ein. 

## Topografie/Geologie
Die Landschaft des Lourenstals ist geologisch durch die Zone des Kap-Faltengürtels (Cape Fold Belt) geprägt und besteht aus einem Band parallel liegender Höhenrücken aus quarzitischen Sandsteinen mit dazwischen liegen Talsenken aus Schluff- und Tonsteinen sowie dort zutage tretenden Vorkommen des Cape Granits. Die ältesten Ablagerungen reichen über 400 Millionen Jahre zurück. Zwischen den Silt- und Tonsteinschichten finden sich Ferricrete. Deren verfestigte Horizonte bildeten sich vor etwa 20 Millionen Jahren, als der Meeresspiegel noch deutlich höher lag. Die Böden sind sauer und weitgehend unfruchtbar. Im Quellgebiet, den Hottentots Holland Mountains, steht Tafelbergsandstein an, der hierbei die Silt- und Tonsteine sowie Grauwacken der älteren Malmesbury-Gruppe überlagert. Seit mehr als 65 Millionen Jahren ist die Landschaft unverändert geblieben. Das Flusstal selbst besteht weitgehend aus alluvialem Sedimentboden, überlagert von Felsbrocken und Ton. 87 % seines Wassers führt der Lourens in den Wintermonaten. Die durchschnittlich geführte Wassermenge beträgt etwa 59.000.000 m³.

## Hydrometrie
Die Abflussmenge des Lourens River wurde am Pegel Somerset-West über die Jahre 1970 bis 1991 in m³/s gemessen.

## Fauna/Flora

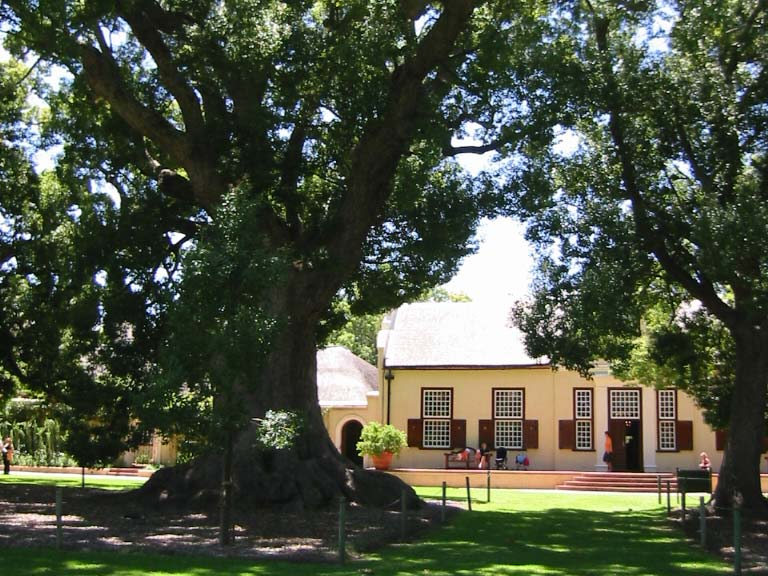
Das Weingut Vergelegen mit seinem bis zu 300 Jahre alten Baumbestand

Forellenfischen ist eine beliebte Freizeitbeschäftigung am Lourens. Diese wird durch naturschutzrechtliche Maßnahmen aus dem Jahr 1974 geregelt. Im Mündungsbereich des Flusses finden sich Robben, Knochenfische, Ruderfuß- und Rankenfußkrebse, Rädertierchen sowie Protozoen. An Land leben zwölf Froscharten; weiterhin elf Schlangen- und acht Eidechsenarten, wie beispielsweise das Bunte Zwergchamäleon. Ebenfalls vom Aussterben bedroht ist die Psammobotes geometricus, eine mit einer Panzerformation von geometrischen Zeltanordnungen ausgestattete Landschildkrötenart. Von den insgesamt 33 Vogelarten an der Lourensmündung treten am häufigsten der Sanderling und die gemeine Seeschwalbe auf. Daneben gibt es drei Fledermausarten. Bestimmte Spitz- und Rennmäuse, Ratten, Paviane, Antilopen, Nacktmulle und Otter sind hier beheimatet. An Großkatzen findet man den Serval und den Leopard.
Im Einzugsgebiet Lourens gibt es einige Fynbos am Fuß der Berge. Die natürliche Vegetation ist aufgrund von Urbanisierung zurückgedrängt und damit rarer geworden. Gleichwohl findet sich eine Artenvielfalt von bis zu 2500, teils endemischen, Pflanzen. Vorherrschend sind Weiden, Pappeln, Binsen, Sauergrasgewächse, Schilfrohr und Süßgräser (Paspalum vaginatum). In der Flussmündung sind epiphytische Kieselalgen ebenso anzutreffen wie einzellige, koloniale Grünalgen (Scenedesmus und Coelastrum-Arten) oder Flacher Darmtang, Zwergfadenalgen und Cladophora aus der Klasse der Siphonocladophyceae, die gleich Matten die Oberfläche und das Bett der Mündung bedecken. Salzwiesen-Vegetation entlang der Mündung ist hingegen nicht anzutreffen.

## Klima
Die jährliche Durchschnittstemperatur beträgt 20 °C. Es gibt große Unterschiede im Temperaturbereich zwischen Sommer und Winter, wobei das Temperaturgefälle zwischen Tag und Nacht nicht extrem ist. In höheren Lagen kann im Winter Schnee auftreten. Die vorherrschende Windrichtung ist Süd-Ost oder Nord-West, bei gelegentlich sehr starken Windverhältnissen. 
Der mittlere Jahresniederschlag beträgt etwa 1200 mm in der Nähe der Gebirge und 915 mm in den flachen Regionen. Die mittlere jährliche Regenmenge am Lourens beträgt 1002 mm, während die mittlere jährliche Verdunstung mit 1410 mm berechnet wird.

## Landwirtschaft
Die Weinberge und die Obstgärten umfassen zusammen 20 % des Einzugsgebietes am Lourens River. Insbesondere werden Äpfel, Birnen, Pflaumen und Zitronen angebaut. Eine besondere Bedeutung hat in der Region der Weinbau. Kultiviert werden die Sorten Cabernet Sauvignon, Syrah, Merlot, Chardonnay und Sauvignon Blanc. Auf dem Weingut Vergelegen befinden sich über 300 Jahre alte Kampferbäume, die zum Nationaldenkmal erklärt wurden. Schaf- und Rinderzucht gehören zu den landwirtschaftlich wichtigsten Einnahmequellen.